# Мирис кише на Балкану (ТВ серија)
Мирис кише на Балкану је телевизијска серија урађена према истоименом роману Гордане Куић. Састоји се од 14 епизода, а режирао је Љубиша Самарџић.
Прича прати судбину једне сефардске породице Јевреја из Сарајева у турбулентним временима од 1914. до 1945. године, од почетка Првог до краја Другог светског рата.
Серија је снимљена у продукцији Радио телевизије Србије и продуцентске куће „Синема дизајн“. Снимана је на локацијама у Београду, Панчеву, Сарајеву и Дубровнику. 
Своја сећања прича остарела Бланки Кораћ (Рената Улмански), друга најмлађа ћерка Леона и Естере Салом. Серија обухвата период од почетка првог до краја Другог светског рата и описује односе у ратном Сарајеву, жртву најстарије Буке, снове младе Рики и религијски сукоб ћерки Нине, Кларе и Бланки које заволе хришћане.

## Улоге
| Глумац                 | Улога                             |
| ---------------------- | --------------------------------- |
| Предраг Ејдус          | Леон Салом                        |
| Љиљана Благојевић      | Естера Салом                      |
| Мирка Васиљевић        | Бланки Салом (касније Кораћ)      |
| Александра Бибић       | Рифка (Рики) Салом                |
| Калина Ковачевић       | Нина Салом (касније Игњатић)      |
| Тамара Драгичевић      | Лаура (Бука) Салом (касније Папо) |
| Марија Вицковић        | Клара Салом (касније Валић)       |
| Стефан Бузуровић       | Исак (Атлета) Салом               |
| Синиша Убовић          | Марко Кораћ                       |
| Милан Васић            | Данијел Папо                      |
| Горан Навојец          | Шкоро Игњатић                     |
| Игор Дамјановић        | Милош Ранковић                    |
| Срђан Карановић        | Владета Драгутиновић Драгу        |
| Танасије Узуновић      | Ноно Лијачо Салом                 |
| Драган Петровић        | Давид                             |
| Јелисавета Сека Саблић | Нона Салом                        |
| Рената Улмански        | Стара Бланки Кораћ                |
| Ања Алач               | Диди Валић                        |
| Иван Ђорђевић          | Пол Валић                         |
| Немања Јаничић         | Мирхад Карабег                    |
| Дубравко Јовановић     | Јово Кораћ                        |
| Милица Милша           | Савета Кораћ                      |
| Бранка Шелић           | Нена Ранковић                     |
| Стипе Костанић         | Иво Валић                         |
| Даниел Сич             | Душан Антић                       |
| Радмила Томовић        | Санда Гашић                       |
| Слободан Бода Нинковић | Тома                              |
| Емица Дачић            | Спасенија                         |
| Бојан Жировић          | Влада Стефановић                  |
| Вјера Мујовић          | Даница Стефановић                 |
| Борис Комненић         | Антон Прегер                      |
| Елизабета Ђоревска     | Пепица Прегер                     |
| Вања Ејдус             | Ерна                              |
| Душица Новаковић       | Грета                             |
| Наташа Балог           | Зденка                            |
| Андреј Шепетковски     | Славко Поповић                    |
| Ирфан Менсур           | Франц Лачтетер                    |
| Петар Бенчина          | Петар Кораћ                       |
| Игор Ђорђевић          | Клиф Мортон                       |
| Небојша Дугалић        | Доктор Барух                      |
| Иван Зарић             | шеф полиције Крстуловић           |
| Јелена Гавриловић      | Ели                               |
| Небојша Кундачина      | господин Хигинс                   |
| Миодраг Ракочевић      | Мајзнер                           |
| Урош Јаковљевић        | Леон                              |
| Милан Марић            | Коки                              |
| Даница Радуловић       | Учитељица у клостеру              |
| Бошко Пулетић          | Господин Рејнмонд                 |
| Рада Ђуричин           | Настојница зграде                 |
| Соња Кнежевић          | Комшиница из Сарајева             |
| Бранко Бабовић         | Вратар у позоришту                |
| Петар Краљ             | Надбискуп Шарић                   |
| Миодраг Радоњић        | Душанов колега                    |

## Епизоде
| Бр. еп. (укупно) | Бр. еп. (у сезони) | Наслов | Редитељ         | Сценариста         | Премијера          |
| --- | ------------------ | ------ | --------------- | ------------------ | ------------------ |
| 1 | 1                  |        | Љубиша Самарџић | Ђорђе Милосављевић | 10. децембар 2010. |
| Стара Бланки Кораћ уводи нас у причу свог живота, листајући пожутели дневник свог детињства, сама, у стану препуном фотографија ње и њене породице из неког давно прошлог времена. Сарајево, 1914. године: пар дана пред долазак престолонаследника Фердинанда уводи нас у сагу о породици Салом. Мама Естера припрема старо сефардско јело сунгату и својој, четвртој по реду, кћери Бланки приповеда причу о доласку јевреја-сефарда на Балкан. Најмлађу кћер, Рики, Естера шаље до дућана по со за јело, али се мала Рики заигра испред прозора балетске школе, опонашајући мале балерине које посматра, и потпуно заборави на мајчин захтев. Најстарија кћер, Бука, заљубљена је у старог антиквара, Давида. Али, у његовој антикварници стално обитава Данијел, младић којем се Бука веома допада. Давид убеђује Буку да је за њу боље да се уда за Данијела и она сва уплакана одлази код преостале две сестре, Нине и Кларе, које су у продавници шешира "La Parisienne" чији је Нина власник. Тамо упознајемо и госпођу Нинковић, једну од највећих сарајевских трачара. Отац породице, Леон, власник је часовничарске радње у којој ради и његов једини син Исак, кога сви из милоште зову Атлета. По завршеном радном дану, Саломови се окупљају на породичном ручку у своме дому. Сви, осим заигране Рики. Једући неслани сунгату, отац Леон критикује Рики, која се коначно појави са сољу, на радост укућана што јој се ипак ништа није догодило. Стара Нона Салом са своје две сестре посећује Саломове, дајући свакој од сестара савет како треба да се понаша у животу. То је највише сигнал за Буку која пристаје да дозволи Данијелу да дође у њихову кућу на вечеру. На вечери је Данијел и запроси и она пристане да се уда за њега уз очев благослов. Исто вече, уплакана признаје мајци да не воли њега већ другог човека. Следеће јутро, Данијел долази по Буку да је води на дочек Франца Фердинанда на Апеловом кеју. И остале сестре, узбуђене, спремају се за ту велику светковину... |                    |        |                 |                    |                    |
| 2 | 2                  |        | Љубиша Самарџић | Ђорђе Милосављевић | 17. децембар 2010. |
| Нина све време, у маси, тражи Шкора, Бланки по први пут угледа Марка Кора, а госпођа Нинковић наставља оговарања сарајевских дама. Кроз опште овације принцу, одјекује пуцањ који уноси велику пометњу и страх код свих присутних. Нина, Бука и Данијел некако се ишчупају из гужве, Бланки је у маси света изгубила Рики. Сви, осим Рики, стижу до дома Саломових, схвативши да је нема, дају се у потрагу заједно са Леоном и Естером. Бланки једина остаје код куће да буде уз Нона Лија, којем није добро. После неуспеле потраге, породица Салом враћа се несрећна кући, а Рики се, изненада, појави и сама након голготе, коју је проживела пробијајући се кроз масу уплашеног света. Ноно Лија, схвативши да су ипак сви на окупу, спокојно умире у својој столици за љуљање. Након његове сахране почиње и Први светски рат. Атлета мора да оде у аустроугарску војску и сви га прате на станици. Беда и немаштина увукла се у дом Саломових са првим ратним годинама. Али, упркос свему, Шкоро се и даље удвара Нини, а Бланки среће у дућану Марка, који јој плати намирнице за кућу, јер у време рата и кризе, трговац не жели да јој их да на вересију. После пар година, Атлета је оболео од туберкулозе враћа се из војске, и тиме изазива велику радост у породици, што због самог повратка, што из разлога да се и Бука, коначно, може удати за Данијела. На прослави венчања Шкоро саопшти Нини да сутрадан мора и он да иде у војску, а Бланки и Марко имају први директнији дијалог у вези са њима. Данијел и Бука селе се у нови стан, а Бланки у школи коју похађа стиже нову другарицу, Гретен. Нина добија писмо од Шкора, али преко Естере, која јој веома замера на вези са човеком који није припадник њихове вере. |                    |        |                 |                    |                    |
| 3 | 3                  |        | Љубиша Самарџић | Ђорђе Милосављевић | 24. децембар 2010. |
| Леону се нико не јавља на молитви у синагоги, што је последица тихог протеста због Нинине везе са Шкором. Из истих разлога, нико се не појављује ни на Бланкином рођендану, осим Данијеле и њене нове другарице из клостера - Гретен. После Рикициног рођенданског плеса за Бланку, Гретен одушевљено предлаже да њен отац пита свог пријатеља из Беча, који држи балетску школу, може ли Рики тамо да иде да усаврши своју игру. Естера јеоштро замера Нинину везу са Шкором, а Бланки исто вече затиче на свом прозору писмо и ружу од Марка. Данијел шаље Буку по књигу, коју је тобоже изгубио, код Давида у антикварници и кришом је прати. У повратку је пресреће и оптужи да је и даље заљубљена у Давида. Данијелово ментално стање је све угроженије. По повратку кући Бука му саопшти да је у другом стању. Нина је очајна преспавала на поду свог салона, а ујутро јој стиже порука да је Шкоро рањен и да лежи у сарајевској болници. Она одмах отрчи до њега и њих двоје се зарекну једно другом на љубав. Нона Салом поново је у посети у дому Саломових. Естера ипак стаје у одбрану љубави своје кћери Нине и Нона и проклиње ако ће јој се и преостале кћери удати за хришћане. Нина је својој мајци захвална на храбрости. Убрзо, стиже и крај Првог светског рата и Нина и Шкоро се венчавају у дворишту дома Саломових. На венчању једино нема Буке, пошто се Давидово стање погоршало. Бланки поново среће Марка у дућану, а по изласку на улицу први пут га и пољуби, те отрчи од њега. Саломови одлазе Паповима на "бабине" да прославе рођење близанаца, Леона и Кокија. Марко је отворио у Сарајеву трговинско предузеће "Неретва", Бланки га посећује, али налети и на његову љубавницу, Ели. Очајна Бланки одлази код фризера Љуштине и одсече доста косе. Рики наступа у сали друштва "Беневоленција" где је пријатељ Гретениног оца, Рејмунд, први пут гледа и одмах после наступа позива у Беч, у своју балетску школу... |                    |        |                 |                    |                    |
| 4 | 4                  |        | Љубиша Самарџић | Ђорђе Милосављевић | 31. децембар 2010. |
| Радост и туга обележавају свакодневицу главних јунакиња серије "Мирис кише на Балкану". Женски део породице договара се како да се обезбеди новац потребан за одлазак Рики у Беч која заједно са Кларом, возом одлази на далек пут. Готово у исто време Бука се враћа код родитеља, јер Данијел мора на психијатријско лечење. Шта је прави разлог његове болести? Бланки одлази да се види са Марком, али он јој уместо очекиваних изјава, говори да морају да се растану и да не жели да се жени. Рики на крају добија ангажман у Народном позоришту у Београду, а Бланки која је прати у великом граду није ни свесна да ће јој нови живот донети и нову љубав. |                    |        |                 |                    |                    |
| 5 | 5                  |        | Љубиша Самарџић | Ђорђе Милосављевић | 7. јануар 2011.    |
| Рики се враћа са састанка са Милошем и саопшти Бланки да је Милош воли и да се спрема да са балетом крене на турнеју у Шпанију. Пар дана касније, Марко долази у Београд са својим пријатељем новинаром Мирхадом из Сарајева који жели да направи велики интервју са Рики. У кафани "Три шешира", у Скадарлији Рики даје Мирхаду интервју али му прећути одговор на питање о њеном емотивном животу. Дан касније доживи овације на премијери балета "Успавана лепотица", те са Бланки, Марком и Мирхадом прославља свој успех поново у Скадарлији. На прослави им се придружује и Милош. Сутрадан ујутру, Марко и Мирхад одлазе за Сарајево, а у Народном позоришту приређен је велики коктел у Рикину част. Ту Рики упознаје и новинара Душана Антића, који је врло лепо писао о њеној игри у Политици. Али исто вече, у ненадану посету њој и Бланки долази Милошева супруга, Нена Ранковић. Њих две се сакрију у собу, а госпођа Ната слаже Нену да су већ отпутовале. Пред турнеју за Шпанију, Рики и Бланки одлазе у Сарајево. Цела породица Салом је на окупу, а ту су и Иво Валић и Шкоро. Исто вече, изненада, умире отац Леон. После његове сахране, Клара одлази са Ивом у Загреб, а Рики на турнеју у Шпанију. Мама Естера шаље Атлету у Загреб да би га склонила од куће, јер се пропио, а Бланки упознаје са Ђани Алфаном, младим сефардом из Италије, којег јој предлаже за мужа. Бланки бежи са Марком у Загреб на недељу дана, игноришући мајчин предлог. Рики се тријумфално враћа са турнеје. Милош је моли за још мало стрпљења за њихову везу. Рики разочарано одлази породици у Сарајево, где свима, пуна усхићења, прича о прапостојбини њиховог народа - Шпанији. |                    |        |                 |                    |                    |
| 6 | 6                  |        | Љубиша Самарџић | Ђорђе Милосављевић | 14. јануар 2011.   |
| Рики је очајна пошто је из Милошевог писма сазнала да му је супруга Нена поново у другом стању. Бланки је саветује да оде на море и покуша да га заборави, што Рики, напослетку, и учини. Бланки наставља да се виђа са Марком али, разочарана неприхватањем његове породице, напушта Сарајево и одлази у Париз код Кларе и њене деце. Клара јој каже да је Иво отишао у Милано и да им се уопште већ три месеца не јавља, нити им шаље новац. Изненада, по договору са Нином, код Кларе се појављује богати власник модног салона Франц Лачтетер, који позива Бланки да изађе са њим на вечеру. На вечери, Франц понуди Бланки да проведе са њим годину дана под уговором, уз новчану надокнаду. Бланки га глатко одбије, на шта је Клара покуди, али јој Бланки каже да она може бити само са Марком и ни са ким другим више. Њих две, заједно са Кларином децом, Полом и Диди, одлазе заједно у Милано да пронађу Иву. Проналазе га у кући богате миланске госпође. Иво даје Клари нешто новаца за хотел и обећа јој да ће сутрадан доћи да је посети. Пошто се Иво није појавио Клара га проналази у његовом архитектонском бироу. Он јој каже да је даљи живот с њом њему немогућ, јер је несталног духа. Клара му затражи да стално шаље новац за Пола и Диди. Иво јој одмах даје нешто новаца и Клара заједно са Бланки и децом одлази у Шкофја Локу. Неколико дана касније тамо се појављује и Иво који је средио папире за развод њиховог брака. Клара га, у сузама, заувек отера из свога живота. Бланки се врати у Сарајево. Рики је и даље на мору, у Дубровнику, сама са својим мислима. Тамо среће Драгуа који јој понуди да наступи на Страдуну са уличним свирачима, не би ли зарадили нешто новца. Рики то прихвати, али, на крају једног наступа изненада се, у сред Дубровника, појављује Милош. После дугог разговора и жучне свађе са њим, Рики није начисто да ли да му се врати или не. Бланки посећује Марка у "Неретви". Он сада издаје новине које се зову "Југословенски гласник". Њих двоје, измирени, одлазе заједно на вечеру у кафану "Севдах" из које оду у Марков стан у којем проведу ноћ. |                    |        |                 |                    |                    |
| 7 | 7                  |        | Љубиша Самарџић | Ђорђе Милосављевић | 21. јануар 2011.   |
| Рики се вратила из Дубровника у Београд, бриљира на сцени Народног позоришта, па је управник Предић шаље у Париз у чувени Легатов балетски студио на усавршавање. Бланки и Марко живе и даље у хармоничној вези. Марко предлаже Бланки да јој изнајми стан, што Бланки, мимо противљења своје породице, прихвати и усели се у скромни стан у Масариковој улици. Рики стиже у Париз и започиње напорне вежбе у Легатовом студију мада је све време мучи носталгија за домом. Нина ускрати Бланки последњу недељну плату у салону због тога што се одселила од куће и Бланки се посвађа с њом и да јој отказ. Марко је утеши тако што јој каже да ће се он одсад бринути о њој али је уједно и замоли да се ипак помири са Нином. Рики упознаје господина Хигинса, власника познате балетске трупе из Лондона. Он јој, одушевљен њеним наступом код Легата у студију, понуди ангажман у својој трупи. Рики радосно пристане, али обећа да ће доћи тек после годину дана, кад одужи дуг Народном позоришту што су је послали у Париз. По повратку у Београд на станици је сачека Милош. Њих двоје одлазе у њен изнајмљени стан у којем воде љубав. Рики му исприча о понуди коју је добила за Лондон и Милош је помешаних осећања у вези са тим. Дан касније, Рики наступа у улози Лабуда на сцени Народног позоришта у чувеном балету "Лабудово језеро". Све почиње добро и бриљантно али, изненада, у сред једне сцене, Рики се болно ухвати за леђа и стропошта на под. Неколико београдских лекара поставља јој различите дијагнозе те Рики одлучи да оде у Загреб по мишљење чувеног сефардског лекара, доктора Баруха. У Загребу је сачека Атлета којег није видела дуго. Али, код доктора Баруха Рики сазнаје болну истину - кости су јој слабог састава и никада више неће моћи да игра балет. Сломљена, враћа се у Београд где доживи нове ударце судбине: Народно позориште скинуло ју је са платног списка, а Милош јој се више не јавља. Рики му одлази у стан, али тамо је сачека његова жена Нена и грубо отера. Не знајући куд даље, Рики се враћа породици Салом, у Сарајево... |                    |        |                 |                    |                    |
| 8 | 8                  |        | Љубиша Самарџић | Ђорђе Милосављевић | 28. јануар 2011.   |
| Бланки долази у дом Сломових и затиче Рики са Милошевим писмом. Рики је коначно схватила да је Милош лицемер и да треба заувек да га остави и заборави. Бланки и Нина су се помириле и Бланки јој саопшти свој план да помогну Рики око отварања њеног властитог салона шешира у Београду. Бланки замоли Марка за позајмицу за салон и он радо пристане под условом да се не сазна ко је позајмио новац, те одлази у Немачку да купи нову штампарију. Бланки и Рики у Кнез Михајловој улици проналазе простор за нову радњу шешира и београдски салон "La Parisienne" отпочиње са радом. По повратку из Немачке Марко је веома забринут због једне књиге коју је тамо купио, "Меин Кампф" - Адолфа Хитлера. Клара је прешла са децом у Загреб и Атлета јој помаже да пронађе стан. У салону код Рики Драгу је први гост, а убрзо за њим појављује се и новинар Душан Антић који је писао лепе критике о Рики у "Политици" још на почетку њене каријере. Марко и Бланки одмарају се у Дубровнику и тамо срећу Марковог рођака Петра Кораћа. И Милош се изненада појављује код Рики у салону, али она изигнорише његов долазак. Бланки и Марко почињу да живе у заједничком стану у Сарајеву. Душан Антић након дуго времена изводи Рики у "Три шешира" што у њој изазива буру емоција и сећања. Естера је коначно прихватила љубав између Марка и Бланки и даје им извезени јастук на поклон. Рики је започела љубавну везу са Душаном. Једно вече, он је одведе "на превару" у Народно позориште где је приређена представа "Лабудово језеро" у њену част. Управник Предић јој уручи почасну награду позоришта и Рики одржи веома снажан и сугестиван говор на сцени. Бланки припрема ручак за долазак Маркове породице у госте, а Естера јој помаже. Али, са Маркове стране на ручак долази само Петар Кораћ, поред Мирхада и Шкорових. Сама у своме дому, тихо умире Естера Салом. Бланки то предосети за ручком и одмах отрчу кући, али прекасно. Породица Салом поново се окупља на јеврејском гробљу на испраћају њихове мајке, Естере... |                    |        |                 |                    |                    |
| 9 | 9                  |        | Љубиша Самарџић | Ђорђе Милосављевић | 4. фебруар 2011.   |
| Рођаци долазе у дом Саломових и изјављују саучешће члановима породице. Седам дана траје жалост за мама Естером. Сви седе у кругу на поду дневне собе и присећају се мајке и њеног односа према њима. Седмог дана жалости нова генерација Саломових окупља се на Естерином гробу и заветује да ће се и у будућности узајамно помагати. Марко је запросио Бланки, али пошто се Кораћеви и даље противе том браку, Бланки на скромно црквено венчање не позива ни чланове своје породице. Њих двоје одлазе на медени месец у Дубровник. Долази и 27. март 1941. и у Београду почињу велике демонстрације против уласка Србије у Тројни пакт који је потписала Влада Цветковић-Мачек. Марко преко телефона сазнаје ту вест од Рики и брже боље се са Бланки врати за Сарајево. Десетак дана касније, вече пред бомбардовање Београда, Рики је у шетњи са Драгуом и каже му да је забринута због ситуације у земљи. У рану зору 6. априла 1941. почиње напад немачких снага на главни град Југославије. Душан долази по Рики и изводи је из салона. Води је до склоништа усред разореног града. Марко и Бланки од Мирхада сазнају да је напад почео. Душан изводи Рики из склоништа и преко једног пријатеља је шаље пут Сарајева. После нове голготе кроз коју је прошла, Рики, ипак, некако стиже до стана Бланки и Марка. У међувремену, Бука се веома разболела. Леон и Коки је негују, а сестре помажу колико могу. Шкоро поново мора у војску и очајна Нина прати га на воз. "Југословенски гласник" и даље излази. Марко долази до информације да је на помолу бомбардовање Сарајева. Заједно са Бланки, Рики и Нином, он полази да се склони у своју викендицу на Илиџи. Бука остаје у Сарајеву са синовима, јер је преслаба за пут. На пола пута Марково возило пресреће разбијена војска. Марка одводе из кола пошто носи револвер у којем недостаје метак, а један војник у шуми пронађен је убијен... |                    |        |                 |                    |                    |
| 10 | 10                 |        | Љубиша Самарџић | Ђорђе Милосављевић | 11. фебруар 2011.  |
| Појављује се војник који је случајно пуцао у свог друга из чете и Марка ослобађају оптужби за убиство. Марко са Бланки, Рики и Нином стиже у своју викендицу на Илиџи, а исто вече отпочиње бомбардовање Сарајева. Марко ватром од свеће изгори Бланкино девојачко презиме на њеном пасошу, јер долази опасно време за јевреје. После два дана сви се враћају колима у Сарајево. Испред зграде их чека ненадани гост - Милош. Он је у униформи краљеве војске и одбија да дезертира иако га Марко и Бланки убеђују у супротно. Без Рикиног поздрава Милош одлази од њих. Нина издаје свој салон католикињи Лизи, па одлази да негује болесну Буку. Рики ипак мора да се врати у Београд да јој, као избеглици, не би запленили салон. Пред улазом салона сачека је комшиница Марица која јој је чувала имовину док је Рики била у бекству. Мирхад упозорава Марка да је судбина њиховог листа у опасности. Усташка војска улази у Сарајево. Марку су запленили аутомобил, часопис, предузеће "Неретва". Он сломљен долази кући и саопшти то Бланки, која га убеђује да морају одмах побећи из Сарајева, што Марко одбије. Исто вече, усташе долазе у њихову кућу и хапсе Марка. Шкоро се изненада враћа из рата и сачекује Нину пред салоном, а она се од узбуђења онесвести. Нина трчи да саопшти Бланки радосну вест, али се брзо растужи кад сазна да је Марко у усташком затвору. Бланки односи Марку храну у затвор, стално подмићујући чуваре. Антон Пергер, Марков колега и пријатељ, даје Бланки корисне информације пошто има везе у затвору. Бланки одлази до оца Јанка који их је венчао са намером да се разведе од Марка, јер сматра да му је њено порекло отежавајућа околност на робији, али је он разувери у тој намери. Бланки све покушава не би ли Марко био пуштен: одлази и до новог шефа полиције Крстуловића као и до католичког надбискупа Шарића да моли за његов живот али је обојица хладно одбијају. Но, Бланки не одустаје и смишља нови план - однеће Марку у затвор јако заслађени сутлијаш од којег ће му, као дијабетичару, позлити па ће морати да буде пребачен у затворску болницу из које је шанса за бекство много већа. |                    |        |                 |                    |                    |
| 11 | 11                 |        | Љубиша Самарџић | Ђорђе Милосављевић | 18. фебруар 2011.  |
| Мајзнер каже Бланки да, уколико успе Марков бег из затворске болнице, њих двоје моментално морају побећи из Сарајева. Букино здравствено стање се веома погоршало, Нина је и даље негује. Марица долази до Рики и каже јој да мора да се пријави у полицију и добије нова документа. Рики одлази до полиције али поред докумената добија и жуту траку са Давидовом звездом коју мора стално носити око руке. Пред салоном је, по повретку, сачекује Ерна, јеврејка коју познаје од раније. Њих две одлучују да се не предају очајању, већ да се даље боре за своје животе и опстанак. Атлета се у редакцији својих новина потукао са двојицом колега који су правили неслане шале на тему јевреја. Одатле љутито одлази до Кларе и каже јој да сви хитно морају напустити Загреб. Клара још није спремна за тај корак, а Атлета јој каже да ће он и Зденка то одмах учинити, чим добију лажна документа. На њима, Атлета ће се звати "Иво Валић", као Кларин бивши муж. Исте ноћи Душан долази код Рики у салон и каже јој да мора хитно да бежи из Београда јер га јуре. У међувремену, Антон је спремио лажне документе за Бланки и Марка, као и телеграм за Марково ослобађање. Са тим телеграмом, Антон одлази до затворске болнице и од Марковог доктора, Бијелића, захтева да Марка хитно пусти по налогу из Загреба. Бијелић је сумњичав, али је Антонова моћ убеђивања веома снажна, па Марко, на превару, ипак излази из болнице и враћа се у стан код Бланки. Она га убеђује да морају хитно да беже из Сарајева, али Марко каже да још није спреман. Тек кад му Бланки запрети да ће скочити са терасе, Марко пристаје. На железничку станицу одвезу их Антон и Пепица и њих двоје, наредног јутра стижу возом у Београд. Код Кларе у стан долази италијански конзул који јој каже да хитно са децом мора побећи из Загреба јер се спремају велике депортације јевреја у концентрационе логоре. Она се на брзину спакује и бежи са Полом и Диди у Италију. Атлети и Зденки се у бекству квари ауто и они настављају даљи пут пешице. Стижу до чатрље босанског сељака који их прима на конак... |                    |        |                 |                    |                    |
| 12 | 12                 |        | Љубиша Самарџић | Ђорђе Милосављевић | 25. фебруар 2011.  |
| Букин одлазак у болницу више се није могао одлагати, па је Нина одводи до часне сестре Агате која је смешта у засебну болничку собу. Славку није право што су му Марко и Бланки у стану, пошто је уплашен за своју безбедност, јер је Бланки јеврејка. Он то саопшти Марку који, изнервиран, напречац одлази са Бланки из његовог стана и узима собу у хотелу "Мажестик". У хотелу се не задржавају дуго и веома брзо прелазе у изнајмљени стан у Улици Кнеза Милоша. Атлету и Зденку на своје сеоско имање у Хрватској прима локални земљопоседник, газда Мартин, коме они обећају да ће му помагати и вредно радити за њега не би ли тако отплатили свој боравак. По повратку из посете Буки, Леона и Кокија испред куће сачекује усташка патрола и хапси их. Та вест стиже и до саме Буке, али је Нина уверава да ће све бити у реду, ни сама не верујући у то. Нешто касније, Нина затиче код куће припитог Шкора, који јој на благ начин саопшти да су усташе, при депортацији у логор, ликвидирале и Леона и Кокија. Нина крије ту вест од Буке не би ли јој тако мало олакшала последње дане. Марко посећује Рики у салону и исприча јој све кроз шта су последњих месеци пролазили он и Бланки. Због сигурности, Бланки није повео са собом у салон. Нешто касније, по Марковом одласку, у салону се појављује усплахирена Ерна која каже Рики да су је пријавили полицији и да мора што пре да побегне из Београда. Пред бекство ће само морати да се, са осталим јеврејима, пријави на Сајмиште на попис, јер је издат такав проглас за целокупну јеврејску популацију у Београду. Рики је уверава да је у питању превара и да ће је Немци одвести у логор и тамо убити. При наредној Марковој посети, Рики му каже да ће се и она појавити на Сајмишту, јер јој је мука од скривања и бежања. Марко је убеђује да је то лудост али Рики не посустаје у својој намери. Сутрадан, Марко доводи у салон Бланки не би ли она убедила Рики да одустане од своје намере. Изненада, појављује се Санда Гашић, балерина која је заменила Рики у "Лабудовом језеру". Знајући за проглас немаца и Рикину ситуацију, Санда јој понуди да је сакрије у резервни стан њенога мужа који је високи функционер у полицији, јер је тамо Немци неће тражити. Након доста убеђивања Рики, ипак, пристаје и, тешка срца, последњи пут излази из свога салона. Санда јој доноси храну у стан и припрема јој лажна документа за бег из Београда у село Грбавче, код Сандиних рођака. Бука умире у болници и Нина је сама, у присуству Шкора, сахрањује крај гробова њихових родитеља. Клара у Италији полако распродаје свој накит не би ли прехранила децу, а Диди је добила посао у једном ресторану у Лиду. Марку и Бланки изненада стижу гости - Маркови рођаци, Јово и Савета Кораћ... |                    |        |                 |                    |                    |
| 13 | 13                 |        | Љубиша Самарџић | Ђорђе Милосављевић | 4. март 2011.      |
| Рики у стану Сандиног мужа већ три дана није успевала да заспи и трзала се на сваки шум. Захвални Јово и Савета Кораћ, одлазе из стана Марка и Бланки. Бланки коначно признаје Марку да је у другом стању и њих двоје, упркос рату, одлучују да задрже дете. Санда долази до Рики и каже јој да су нова документа готова и да се спрема за полазак у село Грбавче. Под лажним именом Милица Марушић, Рики креће једног јутра колима локалног учитеља Владе Стефановића пут Грбавча. Настојница зграде у којој живе Марко и Бланки на посредан начин упозори Бланки да њих двоје више нису сигурни у стану у коме живе. Иако јој Марко доноси радосне вести о Рикином пребегу, Бланки му одмах каже шта јој је настојница поручила. Истог дана њих двоје се селе у нови стан који се налази у Његошевој улици. У граду Лидо, у Италији, Диди је пронашла своју прву љубав, младог локалног конобара Алда. Видевши Алда и Диди заједно, њена мати Клара каже јој да та љубав није могућа, јер је и сам Алдо сиромах као и они. Пошто им понестаје новца, приморани су да се преселе у мање место - градић Сермионе на обали језера, где отпочињу нови живот као породица Валић, католичке вероисповести. Марко неколико јутара устаје веома рано и одлази у непознатом смеру. Једног дана Бланки сазнаје разлог томе: Марко јој је издејствовао нова документа уз много муке и подмићивања полицијских службеника. То је морало бити учињено зато што је неко пријавио полицији да је Бланки јеврејка. Убрзо потом, Бланки се порађа царским резом и рађа девојчицу. Рики се полако навикава на сеоске послове: храњење живине, спремање помија за свиње... Све што никада није ни сањала да ће морати да ради. Пошто јој нестаје сапуна, одлази до куће учитеља Владе, где упознаје и његову жену, Даницу Стефановић. Даница јој поклони сеоску гардеробу, те се тако Рики, коначно, и изгледом уклопи у амбијент која је сада окружује. Из Београда јој стиже пакет и писмо од Бланки у којем сазнаје да је постала тетка. На предлог Јове и Савете, који су коначно прихватили Бланки као члана породице, Бланки и Марко одлучују да дају кћери име Вера. |                    |        |                 |                    |                    |
| 14 | 14                 |        | Љубиша Самарџић | Ђорђе Милосављевић | 11. март 2011.     |
| Рат се ближи крају. Код Бланки и Марка појављује се гост којег нису очекивали - Милош Ранковић. Милош је болестан од рака и дошао је само да би се распитао о Рикиној судбини. У селу Грбавче комшија дотрчава до Томине и Спасенијине куће са вешћу да се нека војска приближава селу и да морају бежати. Они одмах покупе основне ствари и са децом полазе у збег, али Рики одбија да крене и остаје сама у кући. Недуго затим, одред љотићеваца долази јој на врата. Испитују је као комунистичког шпијуна и млади љотићевац Петровић наређује њено стрељање. Војници пуцају у Рики, она пада на земљу, али... меци су били лажни и све је изведено не би ли је само застрашили и натерали да призна да је комуниста. Из целе те гунгуле спашава је један поручник, некада благајник у Народном позоришту у Београду, који сакрије Рикин прави идентитет. Милош на самрти у сузама признаје Марку да је само Рики волео и да жали што је барем још једном неће видети. Вест о Милошевој смрти стиже и до Грбавча - Рики проналази његову читуљу у "Политици" и пада у велику депресију праћену грозницом. Из тог стања поврати је Бланкино писмо и пакет који јој стиже из Београда. У Сермионеу, Диди је упознала младог америчког инжињера Клифа Мортона. Рађа се љубав и Клиф убрзо испроси Диди. Клара, Пол и Диди одлазе са Клифом у Америку. Руси се приближавају Београду и Рики једним џипом полази са њима код Бланки и Марка. Велику срећу при поновном сусрету донекле јој помути вест о смрти Буке и њене деце. Неколико година касније, Бланки, Рики и Вера одлазе на сефардско гробље у Сарајеву, на чијим рушевинама не проналазе гробове својих најмилијих. А неколико деценија касније, у своме стану у Његошевој улици у Београду, стара Бланки Кораћ заклапа странице свог дневника срећна и поносна на историјат и заједништво своје храбре и честите породице Салом. |                    |        |                 |                    |                    |